# Adicella occidentalis
Adicella occidentalis är en nattsländeart som beskrevs av Francois-Marie Gibon 1986. Adicella occidentalis ingår i släktet Adicella och familjen långhornssländor. Inga underarter finns listade i Catalogue of Life.